# James Gita Hakim
Pour les articles homonymes, voir Hakim.
James Gita Hakim (14 mai 1954 - 25 janvier 2021) est un épidémiologiste clinique, cardiologue, chercheur, professeur d'université et mentor universitaire sud-soudanais et ougandais. Au moment de sa mort, il est professeur de médecine et ancien président de médecine interne au Collège des sciences de la santé de l'Université du Zimbabwe,.

## Contexte et éducation
James Hakim est né dans l'actuel Soudan du Sud le 14 mai 1954,. Il émigre en Ouganda, alors qu'il est encore un jeune garçon. Il fait ses études secondaires au St. Mary's College Kisubi, puis entre ensuite à la Makerere University School of Medicine, où il obtient son diplôme en 1979, avec un Bachelors of Medicine and Surgery,.
Après un an d'internat, il poursuit sa formation médicale en obtenant un Master of Medicine en médecine interne, de l'Université de Nairobi, au Kenya. Il étudie ensuite et réussit les examens menant à l'attribution du titre de membre du Royal College of Physicians. Plus tard, il est élu membre du Royal College of Physicians. Il est également titulaire d'une maîtrise en sciences médicales en épidémiologie clinique, obtenue à la faculté de médecine et de santé publique de l'Université de Newcastle en Australie. Il suit un stage post-doctoral en cardiologie, à Aix-la-Chapelle, en Allemagne. Il suit également avec succès un cours de formation des professionnels de la santé à l'Université du Cap. Lors d'une cérémonie de remise des diplômes en 2016, le professeur Hakim obtient un doctorat en médecine de l'University College de Londres.

## Carrière
James Hakim rejoint le Collège des sciences de la santé de l'Université du Zimbabwe (UZCHS) en 1992. Il gravit les échelons pour occuper le poste de président de médecine au Collège à partir de 2001. Il est également chercheur principal et chef de site au sein de l'unité des essais cliniques de l'Université du Zimbabwe à Harare - Université de Californie à San Francisco. Il est directeur de programme du programme PERFECT, une initiative de formation en recherche avancée des jeunes professeurs parrainée par les National Institutes of Health à l'UZCHS.
Il est un chercheur clinicien actif, appelé à enquêter sur la prévention et les traitements du VIH/sida, notamment les co-infections, peu de temps après avoir rejoint l'UZCHS. Il en est le premier directeur et aide à construire le Centre de recherche clinique de l'Université du Zimbabwe (UZ-CRC). Il est membre du comité d'experts de l'ONUSIDA sur le VIH/sida. Au moment de sa mort, il est le représentant africain élu au Conseil d'administration de l'International AIDS Society.

## Autres récompenses
James Hakim reçoit le Ward Cates Spirit Award 2019 lors de la réunion annuelle 2019 du HIV Prevention Trials Network à Washington, DC. Il est reconnu pour son « engagement et son leadership exceptionnels pour la santé en tant que droit, son excellence scientifique et sa générosité dans le mentorat et le soutien ».

## Décès
Après une période d'hospitalisation d'environ deux semaines, à l'hôpital Sainte-Anne de Harare, la capitale du Zimbabwe, James Hakim est décédé des complications de la COVID-19, le 26 janvier 2021,.
Il laisse une femme et quatre fils. Au moment de sa mort, il avait acquis la citoyenneté zimbabwéenne par naturalisation.